# Đảo San Pietro

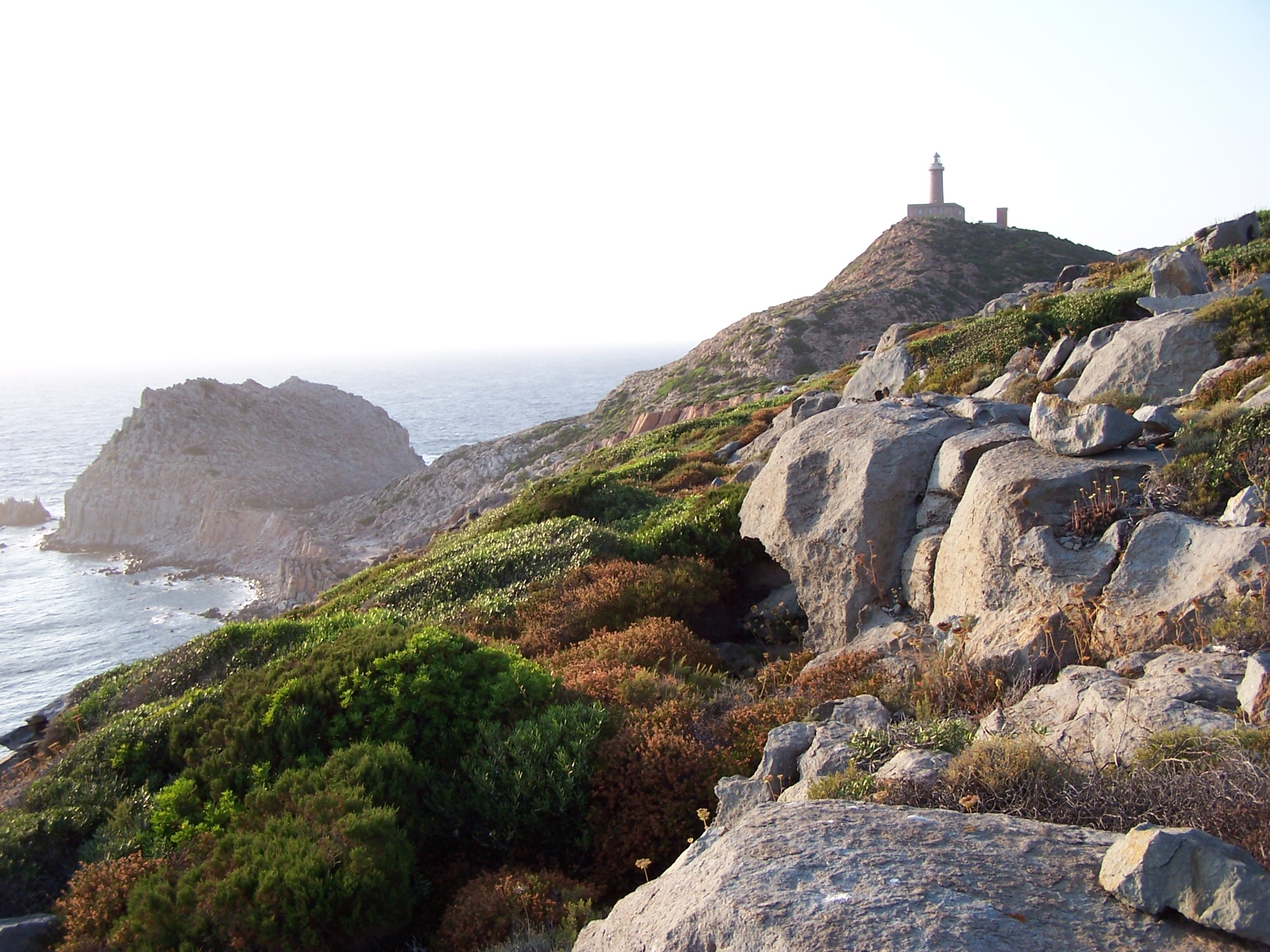
Bờ biển và ngọn hải đăng Capo Sandalo

Đảo San Pietro (tiếng Ý: Isola di San Pietro; tiếng Sardegna: sula 'e Sàntu Pèdru; tiếng Liguria: Uiza de San Pé; tiếng Anh: San Pietro Island) là một hòn đảo cách Tây Nam của Sardegna, Ý khoảng 7 km (4 dặm), đối diện với bán đảo Sulcis. Với diện tích 51 km2, San Pietro trở thành hòn đảo lớn thứ 6 của Ý theo diện tích. Dân số của đảo khoảng 6.000 người, chủ yếu tập trung ở thị trấn đánh cá Carloforte, là comune duy nhất trên đảo.
Đảo San Pietro là một phần của tỉnh Nam Sardegna và nó được đặt theo tên của Thánh Peter. Các tuyến đường biển chủ yếu của đảo được di chuyển bằng phà, đến Portoscuso và Calasetta.
Hòn đảo được nhắc đến trong Cuộc thập tự chinh của trẻ em, thế kỷ XIII, khi những chiếc thuyền chở theo đội tình nguyện trẻ em đã bị đắm gần đảo San Pietro do một trận bão, giết chết hầu hết người trên các tàu.

## Địa lý
Đảo San Pietro có nguồn gốc từ núi lửa. Các loại đá có tuổi từ Đại Tân sinh, bao gồm bazan, dacit và rhyolit (trong đó bao gồm đá peralkaline và comendite) Toàn bộ 18 km đường bờ biển của hòn đảo hầu hết là đá; phần phía Tây và Bắc của nó có một số hang động tự nhiên, nhìn chung ở đây bờ biển thường rất dốc, nhiều đá. Bờ biển phía Đông, nơi có cảng Carloforte, tương đối thấp hơn và có nhiều cát.